# Đảng Cộng sản Thái Lan

Đảng kỳ Đảng Cộng sản Thái Lan

Đảng Cộng sản Thái Lan (Tiếng Thái: พรรคคอมมิวนิสต์แห่งประเทศไทย) hay còn gọi là đảng CPT, tiền thân là Đảng Cộng sản Xiêm là một trong những chính đảng lớn đã từng tồn tại trong Lịch sử Thái Lan. Thành lập vào 1 tháng 10 năm 1942 và phát triển mạnh trong những năm của Chiến tranh Lạnh. Đảng Cộng sản Thái Lan từng là đảng cộng sản mạnh thứ nhì Đông Nam Á sau Đảng Cộng sản Việt Nam. Sau sự kiện Liên Xô và Đông Âu sụp đổ, đảng này và các phe cánh tả đã dần tan rã mà suy vong hoàn toàn hoặc suy yếu và không hề còn tồn tại từ đầu những năm 1990.

## Lịch sử
Năm 1929, Hồ Chí Minh thừa lệnh Quốc tế Cộng sản thực hiện hợp nhất hai tổ chức cộng sản của người Hoa và người Việt tại Thái Lan thành Đảng Cộng sản Xiêm. Đảng này hoạt động bí mật với chủ trương lật đổ hoàng gia Thái bằng bạo lực. Đảng phát triển nhanh chóng và lôi kéo được thành phần dân nghèo nhưng bị chính quyền khủng bố và đàn áp gắt gao. Để đối phó, lãnh đạo đảng cộng sản Xiêm quyết định đào tạo một thế hệ lãnh đạo mới rồi thành lập Đảng Cộng sản Thái Lan vào ngày 1/12/1942. Năm 1948, Đảng Cộng sản Thái Lan có khoảng 3.000 đảng viên và được sự ủng hộ lớn của nông dân và dân nghèo. Đảng Cộng sản Thái Lan theo chủ nghĩa Marx-Lenin và tư tưởng Mao Trạch Đông. Đảng Cộng sản Xiêm được Quốc tế Cộng sản tài trợ, sau này Đảng Cộng sản Thái Lan được cộng sản Trung Quốc và Việt Nam viện trợ bằng tiền và vũ khí, thông qua các đảng cộng sản từ các nước Campuchia, Lào, Malaysia...
Năm 1960, Đảng Cộng sản Thái Lan tham dự đại hội toàn quốc lần hai của Đảng Cộng sản Việt Nam và tham gia cuộc họp Quốc tế của các đảng cộng sản và công nhân quốc tế tại Moskva. Tại hội nghị này, khi xảy ra mâu thuẫn giữa Liên Xô và Trung Quốc thì Đảng Cộng sản Thái Lan đã ngả theo Trung Quốc. Thời điểm này, số lượng đảng viên và quần chúng ủng hộ của Đảng Cộng sản Thái Lan tương đối lớn. Các tổ chức của đảng này đã có mặt ở hầu hết các tỉnh thuộc miền Bắc, Đông Bắc và miền Nam Thái Lan, kể cả thủ đô Bangkok.
Năm 1965, Quân đội Giải phóng Nhân dân Thái Lan do Đảng Cộng sản Thái Lan được thành lập. Đấu tranh vũ trang trở thành phương cách đấu tranh chính thức với sự yểm trợ của các nước cộng sản trong khu vực. Năm 1969 đảng này thành lập Mặt trận Yêu nước Thái Lan. Năm 1977, đảng Cộng sản Thái Lan đã thành lập Liên minh các Tổ chức Đấu tranh cho Dân chủ và Tự do của Thái Lan với Quân đội Giải phóng Nhân dân Thái Lan là nòng cốt. Đây là giai đoạn mạnh nhất của Đảng Cộng sản Thái Lan. Họ được sự ủng hộ của rất đông dân chúng và học sinh sinh viên nhất là sau hai vụ bạo động của sinh viên ở thủ đô Bangkok bị chính quyền Thái Lan đàn áp đẫm máu vào các ngày 14/10/1976 và 6/10/1979. Ước tính số đảng viên cộng sản và du kích của đảng Cộng sản Thái Lan gần một vạn người và khoảng một triệu người ủng hộ. Một nửa các thành phố Thái Lan có tổ chức đảng.
Năm 1979, Việt Nam đưa quân sang Campuchia rồi xung đột với Thái Lan dẫn đến chính quyền cộng sản Lào cấm Đảng Cộng sản Thái Lan sử dụng lãnh thổ của mình làm căn cứ kháng chiến. Quan hệ ngoại giao, thương mại giữa Thái Lan - Trung Quốc được tái lập. Năm 1980 chính phủ Thái Lan thông qua nghị định số 66/2521 ân xá cho các thành viên Đảng Cộng sản Thái Lan về chiêu hồi. Tháng 4/1981 lãnh đạo cộng sản Thái Lan đề nghị được đàm phán hòa bình với chính quyền và chấp nhận giải giáp trước khi bắt đầu đàm phán. Tháng 10/1981, tướng Chawalit Yongchaiyud tuyên bố cuộc chiến chống các lực lượng cộng sản Thái Lan đã kết thúc. Năm 1982, Thủ tướng Prem Tinsulanonda ban hành nghị định 65/2525 tiếp tục ân xá cho các du kích cộng sản Thái Lan còn lại kèm theo các chính sách ưu đãi như cấp đất, xây nhà và hỗ trợ trong việc ổn định đời sống. Điều đó đã khiến lực lượng của đảng Cộng sản Thái Lan suy sụp nhanh chóng. Trong thời gian này hai lãnh đạo cao cấp của Đảng Cộng sản Thái Lan bị quân đội chính phủ bắt giữ khiến tổ chức Đảng Cộng sản Thái Lan chính thức tan rã.